# بلاك بيري بلاي بوك
بلاك بيري بلاي بوك (بالإنجليزية: BlackBerry PlayBook)‏ هو حاسوب لوحي صغير تم تطويره بواسطة بلاك بيري وصنعه حاسوي كوانتا، وهو مصنع أصلي للتصميم. تم طرحه للبيع لأول مرة في 19 أبريل 2011 في كندا والولايات المتحدة.
يعد بلاي بوك أول جهاز يعمل بنظام التشغيل بلاك بيري اللوحي، استنادًا إلى كيو إن إكس نيوترينو، ويقوم بتشغيل تطبيقات تم تطويرها باستخدام أدوبي أير. تم الإعلان لاحقًا أنه سيتم دمج نظام التشغيل جهاز بلاك بيري اللوحي مع نظام التشغيل بلاك بيري الحالي لإنتاج نظام تشغيل جديد، بلاك بيري 10، والذي سيتم استخدامه عالميًا عبر خط منتجات بلاك بيري. تم إصدار مراجعة رئيسية ثانية لنظام التشغيل بلاك بيري بلاي بوك في فبراير 2012. يدعم بلاي بوك أيضًا تطبيقات نظام التشغيل أندرويد، مما يسمح ببيعها وتثبيتها من خلال متجر بلاك بيري وورلد.
كانت المراجعات المبكرة مختلطة قائلة إنه على الرغم من أن الأجهزة كانت جيدة، إلا أن العديد من الميزات كانت مفقودة. بلغ إجمالي الشحنات حوالي 500000 وحدة خلال الربع الأول من المبيعات و200000 في الربع التالي. يُزعم أن العديد من الوحدات البالغ عددها 700000 التي تم شحنها إلى تجار التجزئة ظلت على الرفوف لعدة أشهر، مما دفع بلاك بيري إلى تقديم تخفيضات كبيرة في الأسعار في نوفمبر 2011 لزيادة المبيعات. انتعشت المبيعات بعد التخفيضات في الأسعار، حيث قامت بلاك بيري بشحن ما يقرب من 2.5 مليون بلاك بيري بلاي بوك بحلول 1 يونيو 2013. في نهاية نفس الشهر، أعلن الرئيس التنفيذي أن المنصة لن تخضع لمزيد من التطوير.

## التاريخ
انتشرت شائعات حول الحاسوب القادم، الملقب بـ «بلاك باد» في الصحافة بسبب تشابهه المتوقع مع جهاز آي باد المنافس لشركة أبل، قبل عدة أشهر من الإعلان. قام مايك لازاريديس، الرئيس التنفيذي المشارك لشركة بحث جار مايك لازاريديس، وكيفن لينش مدير التكنولوجيا التنفيذي في نظام أدوبي، بتنظيم أول عرض توضيحي عام لبلاي بوك في 25 أكتوبر 2010، على خشبة المسرح في يوم افتتاح مؤتمر أدوبي ماكس 2010.
ومن بين الميزات التي تم توضيحها تكاملها الوثيق مع تطبيقات أدوبي أير ودعمها الكامل ودعم فلاش الكامل. وفقًا للازاريديس، «نحن لا نحاول إخفاء الإنترنت عن جهاز محمول. ما فعلناه هو رفع مستوى الأجهزة المحمولة إلى مستوى أجهزة حاسوب سطح المكتب.» أعلن لازاريديس في نهاية عرضه أن المطورين الذين حصلوا على تطبيقات أدوبي أير المعتمدة على عالم تطبيقات بلاك بيري سيكونون مؤهلين للحصول على أجهزة بلاك بيري وورلد اللوحية المجانية. منذ ذلك الحين، تم تمديد عرض بلاي بوك المجاني ليشمل تطبيقات أعمال الويب.

## الميزات
يدعم بلاك بيري بلاي بوك تشغيل فيديو يصل إلى 1080 بكسل. يتميز بلاي بوك بكاميرا أمامية بدقة 3 ميجابكسل لمحادثات الفيديو عبر واي-فاي وكاميرا خلفية بدقة 5 ميجابكسل، وكلاهما يمكنه تسجيل فيديو بدقة 1080 بكسل. يحتوي بلاي بوك على 1024 × 600 سوبر VGA عريض مع نسبة عرض إلى ارتفاع تبلغ 16: 9 مما يجعل هذا الجهاز مناسبًا لعرض محتوى الفيديو عالي الدقة أو الوسائط الأخرى وشاشة 7 بوصة وتسريع الرسومات ثلاثية الأبعاد. يتميز بمجموعة متنوعة من المستشعرات، بما في ذلك جيروسكوب إنفينسينس ذو 6 محاور، ومقياس المغناطيسية، ومقياس التسارع. يستخدم بلاي بوك معالج شركة تكساس أنسترومنتس OMAP4430 ثنائي النواة. يدعم بلاك بيري بلاي بوك تشغيل الفيديو عالي الدقة (H.264، إم بي إي جي-4، ويندوز ميديا فيديو) وتنسيقات الصوت (إم بي 3، ترميز صوتي متقدم 5.1، ويندوز ميديا فيديو) 5.1 تشغيل الصوت). يحتوي أيضًا على منفذ واجهة متعددة الوسائط عالية الوضوح لإخراج فيديو واجهة متعددة الوسائط عالية الوضوح. حصل بلاك بيري بلاي بوك على 428 درجة في «اختبار لغة ترميز النصوص التشعبية 5» لمتصفحه الذي احتل المرتبة الرابعة للأجهزة اللوحية والضرب، جوجل كروم، كروم 18، آي أو إس 7 (سفاري)، آي أو إس 6.0 (سفاري)، أوبرا موبايل 12.10، سلك 2.2 (أمازون كيندل فاير) وإنترنت إكسبلورر 11 وأندرويد 4.0 مع جهاز بلاك بيري اللوحي OS 2.1. بفضل دعم أدوبي فلاش الإصدار 11.1.121.74، يكون محتوى فلاش قابلاً للاستخدام.